# 青岛追风少年足球俱乐部
青岛追风少年足球俱乐部，简称为青岛追风少年或莱西追风少年，是一家位于莱西市的足球俱乐部，由曲波成立于2015年4月29日，除一线队外，拥有U8、U10、U12、U14、U16等五支梯队，主场位于莱西市国际足球训练基地。
2015年4月成立时，以前国脚曲波担任董事长及主教练，米卢蒂诺维奇担任总顾问，任佳琪作为主理人。2022年之前，俱乐部以足球青训为主。2022年，获得胶东城市足球冠军联赛冠军。2023年，作为第一支代表莱西参加中冠联赛的职业足球队，获得中国足球协会会员协会冠军联赛大区赛（长治赛区）的第3名。2024年，获得2024年中国足球协会会员协会冠军联赛的第43名，以及胶东城市足协杯赛冠军。